# Cryptomycina pteridis

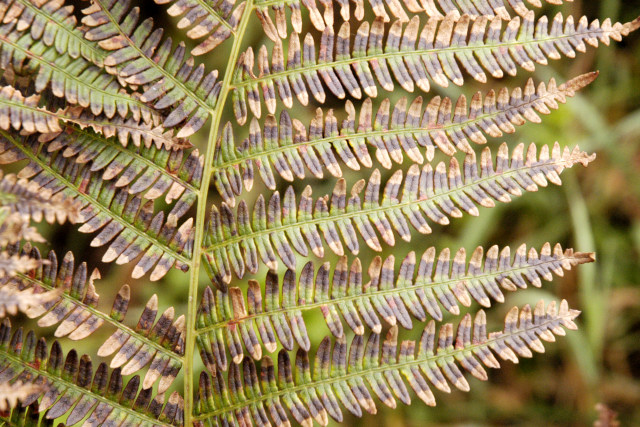

Cryptomycina pteridis (Rebent.) Syd. – gatunek grzybów należący do klasy Sordariomycetes.

## Systematyka i nazewnictwo
Pozycja w klasyfikacji według Index Fungorum: Incertae sedis, Incertae sedis, Incertae sedis, Sordariomycetes, Pezizomycotina, Ascomycota, Fungi.
Po raz pierwszy opisał go w 1804 r. Johann Friedrich Rebentisch nadając mu nazwę Sphaeria pteridis. Obecną nazwę nadał mu Hans Sydow w 1921 r.
Synonimy:

- Cryptomyces pteridis (Rebent.) Rehm 1888
- Cryptomycina pteridis (Rebent.) Höhn. 1917
- Dothidea pteridis (Rebent.) Fr. 1823
- Phyllachora pteridis (Rebent.) Fuckel 1870
- Polystigma pteridis (Rebent.) Link 1833
- Sphaeria pteridis Rebent. 1804
- Xyloma pteridis (Rebent.) Fr. 1815[2].

## Morfologia i rozwój
Grzyb mikroskopijny, endofit porażający paproć orlica pospolita (Pteridium aquilinum). Infekcja ma charakter miejscowy, patogen nie poraża paproci systemowo, tkanki sąsiadujące z porażonymi miejscami są zdrowe. Stwierdzono występowanie patogenu w korzeniach, korze pędów i w liściach. Rozwija się w komórkach mezofilu paproci. W miejscach zainfekowanych na liściach paproci powstają niewielkie nekrotyczne plamy. W ich obrębie w skórce paproci tworzą się podkładki, w których powstają zarówno zarodniki bezpłciowe (makrokonidia), jak i worki z askosporami. Worki mają wymiary 8–12 × 50–60 µm, askospory 5–6 × 6–10 µm. Infekcji dokonują askospory, makrokonidia nie są zakaźne.

## Występowanie i siedlisko
Stanowiska Cryptomyceina pteridis podano w Ameryce Północnej, Europie i w azjatyckich terenach Rosji. W Polsce M. A. Chmiel w 2006 r. przytacza kilkanaście stanowisk.
Pasożyt. W Polsce występuje na liściach orlicy pospolitej. Jest to pospolity patogen tej rośliny.